# Cnidoscolus inaequalis
Cnidoscolus inaequalis är en törelväxtart som beskrevs av Francisco Javier Fernández Casas. Cnidoscolus inaequalis ingår i släktet Cnidoscolus och familjen törelväxter. Inga underarter finns listade i Catalogue of Life.